# Olof Nilsson (frikyrkoman)
Olof Nilsson, född 31 mars 1880 i Ottsjön, Föllinge socken, död 21 maj 1945 i Stockholm, var en svensk frikyrkoman och förläggare.
Olof Nilsson var son till lantbrukaren Nils Pålsson. Efter genomgång av folkskola arbetade Olof Nilsson som lantbrukare till 1902 då han anslöt sig till baptistsamfundet. Han genomgick Betelseminariet 1904–1908 och var sedan pastor i Köpings baptistförsamling 1908–1918. 1919 blev han direktör för Baptistmissionens bokförlags AB, vilken post han innehade till sin död. I baptistsamfundets föreningsliv var han en av de mest anlitade krafterna, bland annat var han 1922–1939 ledamot av Missionsstyrelsen och dess verkställande utskott, därtill var han redaktör för flera tidskrifter och utgav textböcker för söndagsskolan med mera. Han var ledamot av De kristna samfundens nykterhetsrörelse 1927–1933 och av Nykterhetsvännernas landsförbund under samma period. Nilsson deltog verksamt som kommunalpolitiker som representant för de frisinnade. I Köping var han ledamot av stadsfullmäktige 1914–1919 och av drätselkammaren 1916–1918. Han tillhörde Stockholms stadsfullmäktige 1923–1942 och var ledamot av sjukhusdirektionen 1937–1939.